# Christian Sievert
Christian Sievert, né le 30 juin 1942 et mort le 21 décembre 2024, est un acteur, compositeur, guitariste et chanteur danois.

## Biographie
Commençant une carrière dans la musique comme guitariste, Christian Sievert met un pied dans le cinéma en interprétant des petits rôles dans des séries ou téléfilm. Ami du réalisateur et scénariste Flemming Quist Møller, il participe à quelques-unes dans de ses productions. 
En 1999, il compose et joue la musique du film Mifune - Dogme III.

## Filmographie partielle

### Au cinéma
- 1971 : Bennys badekar de Jannik Hastrup et Flemming Quist Møller (voix)